# Alice Balint
Pour les articles homonymes, voir Balint.
Alice Székely Balint, née le 16 juin 1898 à Budapest et morte à Manchester le 29 août 1939, est une psychanalyste hongroise. 

## Biographie
Elle fait ses études secondaires puis des études de mathématiques et d'anthropologie à l'université de Budapest. Elle est une amie d'enfance de Margaret Mahler et d'Emma Bergsmann, la sœur de Michael Balint. Elle épouse ce dernier. Confrontés tous deux  durant la Terreur blanche, à la double menace de l'antisémitisme d'État et des attaques contre la psychanalyse, lors de la chute de la République des conseils en 1919, plusieurs psychanalystes émigrent en Allemagne. Alice et Michael Balint poursuivent leur formation psychanalytique à l'Institut psychanalytique de Berlin, de 1921 à 1924. Ils font une analyse didactique avec Hanns Sachs. 
À son retour à Budapest en 1924, Alice Balint fait une analyse didactique avec Sándor Ferenczi et participe aux activités de l'Association psychanalytique hongroise, dont elle devient membre en 1925. 
En 1939, Michael Balint et elle s'exilent avec leur fils John à Manchester, où elle meurt d'une rupture d'anévrisme en août 1939.
Alice Balint est la fille de Vilma Kovács, élève et collaboratrice de Ferenczi, figure importante de l'école psychanalytique de Budapest.

## Publications
- La Vie intime de l'enfant, Paris, Gallimard, 1937 (A gyermekszoba pszichólogiája, Budapest, 1932 ; The Psycho-Analysis in the Nursery, London: Routledge & Kegan Paul (1953) ; rééd. Psychologie de la chambre d'enfants, Le Coq-Héron, no 153, p. 13-88, 1998, avec la préface originelle de Sándor Ferenczi).
- « Amour pour la mère et amour de la mère », in Michael Balint, Amour primaire et technique psychanalytique, Paris, Payot, 1972 (“Love for the mother and motherlove”, in Michael Balint (ed.) Primary Love and Psycho-Analysis Technique, London: Tavistock).
- Anya és gyermek [Mère et enfant], Budapest, Pantheon, 1941.
- Œuvres complètes, Le Coq-Héron, 1997-1998, no 147 et no 153.